# Trimo Harjo
Trimo Harjo is een bestuurslaag in het regentschap Ogan Komering Ulu van de provincie Zuid-Sumatra, Indonesië. Trimo Harjo telt 3731 inwoners (volkstelling 2010).